# Алдан (станція)

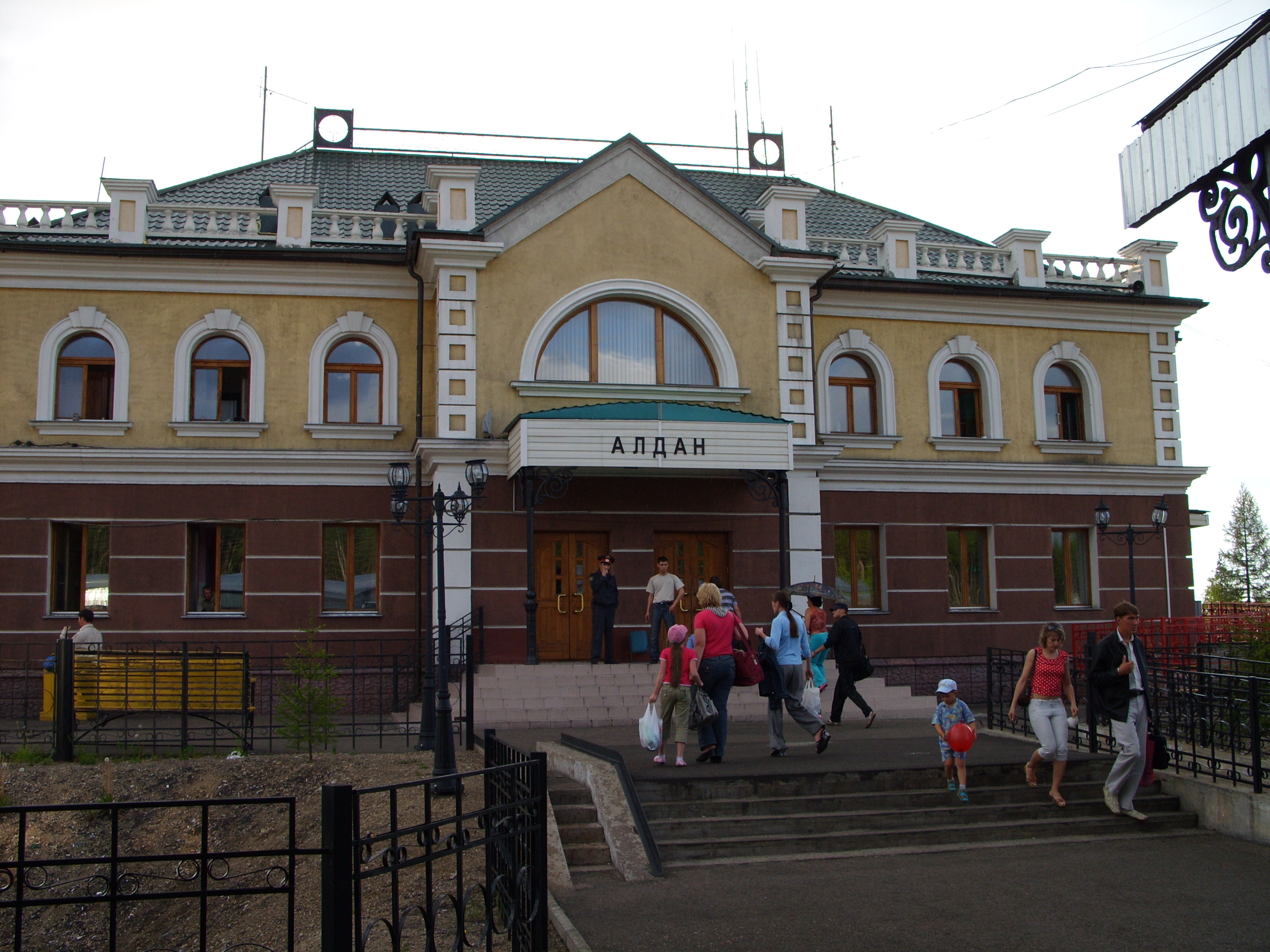
Вокзал

58°35′52″ пн. ш. 125°24′17″ сх. д. / 58.597777777778° пн. ш. 125.40472222222° сх. д.
Алдан (рос. Алдан) — станція місцезнаходження управління Якутської залізниці (Росія), розміщена на дільниці Нерюнгрі-Пасажирська — Нижній Бестях між роз'їздом Косаревський (відстань — 16 км) і станцією Куранах (32 км). Відстань до ст. Нерюнгрі-Пасажирська — 278 км, до транзитного пункту Тинда — 507 км.
Відкрита в 1996 році в складі Амуро-Якутської магістралі.
Розташована в однойменному місті Республіки Саха.